# コケシノブ科
コケシノブ科 (Hymenophyllaceae) は、小型の、ごく薄い葉をもつシダ植物の一群である。

## 特徴
コケシノブ科は、シダ植物門に属するシダの一群で、独特の外見をもつ。大部分は小型で、日本本土で見かけるものは、長い匍匐茎を持っており、湿潤な岩や樹皮に着生する。葉はごく薄く、ほとんど半透明で、乾燥すると丸まる。木陰でコケと混じって岩面を覆っているのを見かけることが多い。英語では葉の形状からfilmy ferns、つまり「フィルム状のシダ」と呼ばれ、イングランドの中核的植物園であるキューガーデンにはこの仲間のみを保存栽培および展示している温室が備えられている。
葉が薄く見えるのは、葉身の細胞層が一層から成っているためである。そのため、気孔や細胞間隙と言った一般の葉にあるような構造はない。そもそもこうした組織構造は、表裏両面を表皮に包まれた多層構造の葉に於いて、内側の葉肉にある光合成組織に向けて効率的に大気中の二酸化炭素を拡散させる必要性から進化してきたもので、そうした多層構造をもった光合成組織を喪失したコケシノブ科植物にとって必要性を欠いているわけである。また、胞子のう群の形も変わっていて、多くのシダ類のように葉の裏ではなく、葉脈の先端、葉の縁にあり、種によってはそこから葉の表面側に出る。包膜は二枚の弁に包まれた形（二弁状）やコップ型と、これも特殊である。
茎は、日本本土のものでは長く匍匐するものが多いが、必ずしもそうとは限らず、ごく短く這うもの、短く直立するものなど、さまざまである。いずれにせよ、たいていは毛を生やしている。葉は大小様々で、小さいものでは丸い単葉のものもある。大きいものはたいてい細かく分かれ、五回羽状複葉などというのもある。葉柄は細くて木質化して硬い。また、茎との間に関節がない。
配偶体たる前葉体はシダ植物に広くみられるハート形の構造をとらず、分岐を繰り返す糸状からリボン状で、非常に成長が遅いことが知られている。

## 分布と系統
世界の、主に熱帯域を中心に分布する。世界で約600種が知られ、日本では30種ほどが知られている。
先述のように、特殊な点が多い群である。胞子のう群が葉の縁に出る点などからタカワラビ科に近いとも言われる。しかし、他のシダ類との類縁関係については定説がない。いずれにせよ、熱帯雨林を中心に着生植物などの方向へ進化して大きく分化した群であると言われる。

## 分類
熱帯と南半球を中心に約600種が知られる。分類には定説がなく、二科に分ける説もある。属の分類も8属から30属以上に分ける説まである。ここでは大きくまとめる方に従う。
日本では4属30種が知られるが、2属は南西諸島からのみ、それ以外でも南西諸島以南に広く分布するものが多い。以下に代表的なもののみを挙げる。
コケシノブ科 Hymenophyllaceae
- コケシノブ属 Hymenophyllum
  - コケシノブ H. wrightii van den Bosch
  - ホソバコケシノブ H. polyanthos
  - オオコケシノブ H. badium Hook. et Grev.
  - キヨスミコケシノブ H. oligosorum Makino
  - コウヤコケシノブ H. barbatum (v. d. B.) Barker
- アオホラゴケ属 Crepidomanes
  - ウチワゴケ C. minutum (Bl.) K. Iwats.
  - ツルホラゴケ C. auriculatum (Bl.) K. Iwats.
  - ハイホラゴケ C. birmanicum (Bedd.) K. Iwats.
  - リュウキュウホラゴケ C. liukiuense (Yabe) K. Iwats.
  - アオホラゴケ C. latealatum (v. d. B.) Copel
- マメゴケシダ属 Trichomanes
  - ゼニゴケシダ T. tahitense Nadeaud
- ソテツホラゴケ属 Cephalomanes
  - キクモバホラゴケ C. apiifolium (Pr.) K. Iwats.
  - カンシノブホラゴケ C. thysanostomum (Makino) K. Iwats.
  - オニホラゴケ C. obscurum (Bl.) K.Iwats.
  - ソテツホラゴケ C. javanicum (Bl.) van den Bosch